# Imperium ojca Rydzyka
Imperium ojca Rydzyka – film dokumentalny Jerzego Morawskiego nadany przez TVP1 25 listopada 2002 roku. Tytułowa nazwa określa grupę współpracujących ze sobą instytucji, blisko związanych z ojcem Tadeuszem Rydzykiem i Radiem Maryja.

## Odbiór
Emisja filmu wywołała odzew, zarówno wśród środowisk kościelnych, jak i politycznych, a także medialnych.
Emisję filmu zdecydowanie skrytykowali toruńscy redemptoryści, twierdząc że ich głosy zostały nagrane podstępnie i wyemitowane bez ich zgody. Prowincjał warszawskiej prowincji zakonu, o. Zdzisław Klafka potępił film i stwierdził, że „uwłacza on zasadom etyki dziennikarskiej”. Polski Episkopat nie zajął stanowiska w tej sprawie, argumentując że powołał odpowiedni zespół do sprawowania opieki nad samym Radiem Maryja, a nie do „komentowania doniesień środków masowego przekazu”.
Do negatywnych ocen przyłączył się także ówczesny redaktor naczelny „Tygodnika Powszechnego”, ks. Adam Boniecki. Stwierdził on, że film miał charakter donosu i nie powinien być emitowany. Po emisji filmu, dziennikarka Anna Teresa Pietraszek wystosowała list otwarty do prezesa TVP Roberta Kwiatkowskiego, zarzucając autorom dokumentu naruszenie praw autorskich. Debata o filmie odbyła się w jednym z odcinków programu publicystycznego Jana Pospieszalskiego Studio otwarte, krytyczne opinie na jego temat wyrazili wówczas zaproszeni do studia bp Sławoj Leszek Głódź i prof. Bogusław Wolniewicz.
W wydanym oświadczeniu Komisja Etyki TVP stwierdziła, że reżyser Jerzy Morawski, producent Ryszard Urbaniak i redaktor odpowiedzialny za emisję Andrzej Fidyk „uchybili zasadom etyki dziennikarskiej w Telewizji Polskiej S.A.”. Zdaniem Komisji, nie opatrzyli oni odpowiednimi cytatami fragmentów pochodzących z filmu Anny Pietraszek Każdy dzień święty ojca Rydzyka.
Dobrą opinię filmowi wystawiła Rada Etyki Mediów. Jej przewodniczący Juliusz Braun oświadczył, że był to „potrzebny głos dla ważnego społecznie zjawiska”. Podkreślił jednak, że film był oparty na odczuciach tylko jednej strony sporu, choć autor zadbał, by zwolennicy Radia Maryja także mogli się wypowiedzieć.
Emisja filmu wywołała ostre sprzeciwy ze strony prawicowych polityków. Łącznie 34 posłów z Ligi Polskich Rodzin, Ruchu Odbudowy Polski i Koła Poselskiego Katolicko-Narodowego wydało oświadczenie, w którym zaprotestowało przeciw działaniom TVP, nazywając je „akcją wymierzoną w dobre imię Radia Maryja i Jego Dyrektora Ojca Tadeusza Rydzyka”. Politycy związani z LPR i Prawem i Sprawiedliwością: Marek Jurek i Anna Sobecka stwierdzili, że Telewizja Publiczna działa politycznie i zażądali odwołania prezesa Roberta Kwiatkowskiego.